# Alina Kiliwa
Alina Soria Blanquel (Ciudad de México) más conocida como Alina Kiliwa es una diseñadora gráfica, muralista y rotulista mexicana.
Ganó el tercer lugar en el Festival de arte urbano Pinta Malasaña en 2024. Y, además, ha colaborado con proyectos y marcas nacionales e internaciones como Básicos de México, Domestika, American Eagle, Vans, Pmua, Adidas, entre otros.

## Biografía
Desde muy pequeña, los rótulos vernaculares le llamaban la atención, por lo que, posterior a estudiar diseño y comunicación visual en la Universidad Nacional Autónoma de México, decidió aprender de los maestros rotulistas callejeros, conociendo sus técnicas e inspirándose en ellas para fusionar el muralismo, el lettering y el street art.
No obstante, también estudió caligrafía en la Sociedad de Calígrafos e Iluminadores y ha colaborado con colectivas como Paste Up Morras realizando intervención callejera.
Fue seleccionada en la convocatoria para intervenciones murales en la Nave Bostik en junio de 2023.
Mientras que, su primer mural lo realizó en el Museo del Juguete Antiguo México con un mensaje que enunciaba: Nunca dejes de jugar. Además, ha colaborado con la Secretaria de Cultura de la Ciudad de México.
En 2024 formó parte del equipo de rotulistas que plasmaron su arte en los mercados de la colonia Beethoven, Ex Hipódromo de Peralvillo, y San Juan Arcos de Belén, así como de puestos semifijos de la alcaldía Cuauhtémoc, para devolver la identidad gráfica y cultural, después de que durante la administración de la exalcaldesa Sandra Cuevas, los rótulos fueran prohibidos y eliminados en la demarcación.

## Estilo artístico
Su estilo artístico es una fusión entre la caligrafía formal, el arte urbano y la gráfica popular mexicana; que le permite experimentar con diversos soportes, materiales y técnicas, creando mensajes que transmiten emociones, documentan acontecimientos históricos y buscan sensibilizar a las que personas que transitan diariamente el espacio público.
Su inspiración son los rotulistas mexicanos de bardas de baile y también Eliot Tupac.

## Premios y reconocimientos
- 3er lugar del Festival Pinta Malasaña (2024).[19][20]